# Marion Sénones
Marion Sénones, pseudonyme de Marcelle Borne-Kreutzberger, née le 8 juin 1886 à Neuilly-sur-Seine et morte le 3 octobre 1977 à Rabat, est une artiste peintre, illustratrice, journaliste et exploratrice française.

## Biographie
Marcelle Borne-Kreutzberger grandit dans un milieu aisé, entourée de ses deux sœurs et d'un frère. Son père, officier de réserve et fonctionnaire, meurt peu de temps après sa naissance d'un accident de cheval. Sa mère se remarie avec le capitaine Kreutzberger et le couple emménage à Rennes. Passionnée de dessin et de peinture, elle s’inscrit, grâce à sa mère qui l'encourage dans ses dispositions artistiques, en 1903 à l'école régionale des beaux-arts de Rennes où elle obtiendra un premier prix. Sa mère est musicienne, anime des bals, des concerts et fonde avec sa fille Anne une troupe de théâtre « La pie qui huche ». Peu avant la Première Guerre mondiale, elle tombe amoureuse de Marie-Louise Anglada, une pédiatre fortunée de vingt ans son aînée avec qui elle vivra quelques années. Membre du comité de l’Union des femmes de France (société affiliée à la Croix-Rouge française) Marcelle Borne-Kreutzberger obtient son diplôme d’infirmière.
Sous le pseudonyme de Marion Sénones, de 1917 à 1920 elle est journaliste à L'Europe nouvelle, dirigée par Louise Weiss, puis de 1920 à 1926, rédactrice aux Éditions Nilson. De 1926 à 1929, elle est modéliste dessinatrice chez Roche, puis elle revient à ses premières amours en travaillant au journal Ève jusqu’en 1933. Dans les locaux du journal, en 1931 elle rencontre Odette du Puigaudeau, une ethnologue française dont elle tombe amoureuse.
En 1933, elles partent pour la Mauritanie pour écrire leurs premiers articles et y restent pendant un an, parcourant 4 500 km à travers le pays nouvellement pacifié. Le 29 novembre, L'Ouest-Éclair relate dans ses colonnes leur voyage : « À bord d’un langoustier douarneniste, deux intrépides voyageuses, notre collaboratrice Odette du Puigaudeau et une Rennaise Mademoiselle Marion Sénones partent pour la Mauritanie. Elles sont chargées de missions ethnographiques et de reportages. ». C'est le début de leur périple relaté notamment dans Pieds nus à travers la Mauritanie et de leur collaboration artistique et scientifique puisque Marion Sénones illustrera et participera à divers travaux avec Odette du Puigaudeau.
De 1936 à 1938, elle voyage au Sahara occidental, qui deviendra quatre ouvrages différents avec Odette du Puigaudeau : Le Sel du désert en 1940, La Route de l'Ouest en 1946, Mon ami Rachid, guépard en 1948 et Tagant en 1949.
Marion Sénones meurt à Rabat le 3 octobre 1977.

## Publications
- Odette du Puigaudeau, avec 31 dessins dans le texte de Marion Sénones, 22 illustrations hors texte et sept cartes, La piste Maroc-Sénégal, Plon, 1954.
- Odette du Puigaudeau, illustré de 30 croquis de route de Marion Sénones, de 46 photographies de l'auteur et de 2 cartes, couverture de Chas Boré, La route de l'ouest (Maroc-Mauritanie, Éditions J.Susse, 1945.
- Odette du Puigaudeau, illustré de 25 croquis de route de Marion Sénones, de 24 photographies de l'auteur et de 3 cartes. Tagant (Mauritanie), Julliard, 1949.
- Odette du Puigaudeau, Marion Sénones, « Gravures rupestres du Hank (Sahara Marocain) », Bulletin de la Société préhistorique de France, vol. 36, n°11, 1939, pp. 437-453.
- Odette du Puigaudeau, Marion Sénones, « Le Cimetière de Bir'Umm Garn », Journal de la Société des africanistes, vol. 17, n°1, 1947, pp. 51-56.
- Odette du Puigaudeau, « Gravures rupestres de la Montagne d'Icht (Sud Marocain) », Journal de la Société des africanistes, vol. 11, n°1, 1941, pp. 147-156.
- Sénones, Marion, Odette du Puigaudeau, « Gravures rupestres de la Vallée moyenne du Draa (Sud Marocain) » Journal de la Société des africanistes, vol. 11, n°1, 1941, pp. 157-168.
- Senones Marion, Odette du Puigaudeau, « Vestiges préislamiques de la région d'Assa », Journal de la Société des africanistes, vol. 22, n°1, 1952, pp. 7-15.
- Sénones, Marion, Odette du Puigaudeau, « Peintures rupestres du Tagant (Mauritanie) », Journal de la Société des africanistes, vol. 9, n°1, 1939, pp. 43-70.